# گرگوری فن در ویل
گرگوری کورتلی فن در ویل (هلندی: Gregory Kurtley van der Wiel؛ زادهٔ ۳ فوریهٔ ۱۹۸۸) بازیکن فوتبال اهل هلند است.

## باشگاهی
از باشگاه‌هایی که در آن بازی کرده‌است می‌توان به آژاکس، پاری سن ژرمن، فنرباغچه، کالیاری و تورنتو اشاره کرد.

## تیم ملی
وی همچنین در تیم ملی فوتبال هلند بازی کرده‌است.